# Norge Sotomayor
Norge Sotomayor Lara (ur. 26 kwietnia 1993) – kubański lekkoatleta specjalizujący się w biegu na 400 metrów przez płotki.
W 2009 został mistrzem świata juniorów młodszych. Złoty medalista igrzysk olimpijskich młodzieży z 2010. 
Stawał na podium kubańskiej olimpiady narodowej.
Rekord życiowy: 51,29 (8 maja 2013, Baie-Mahault).

## Osiągnięcia
| Rok  | Impreza                               | Miejsce    | Lokata     | Wynik |
| ---- | ------------------------------------- | ---------- | ---------- | ----- |
| 2009 | Mistrzostwa świata juniorów młodszych | Bressanone | 1. miejsce | 51,30 |
| 2010 | Igrzyska olimpijskie młodzieży        | Singapur   | 1. miejsce | 50,69 |